# Pieter Aertsen

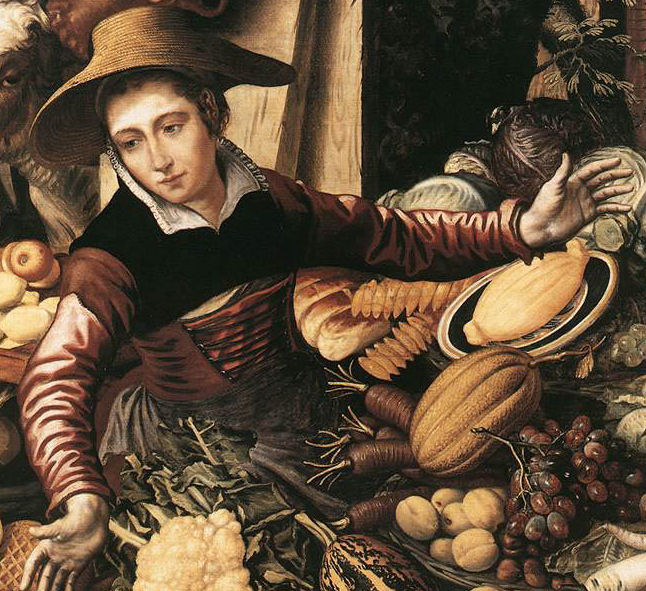
Prodavačka zeleniny (1567) olej na dřevěné desce, 110 × 110 cm Staatliche Museen, Berlín

Pieter Aertsen (1508/1509, Amsterdam – 3. června 1575, Amsterdam) byl holandský malíř tvořící ve stylu severního manýrismu.

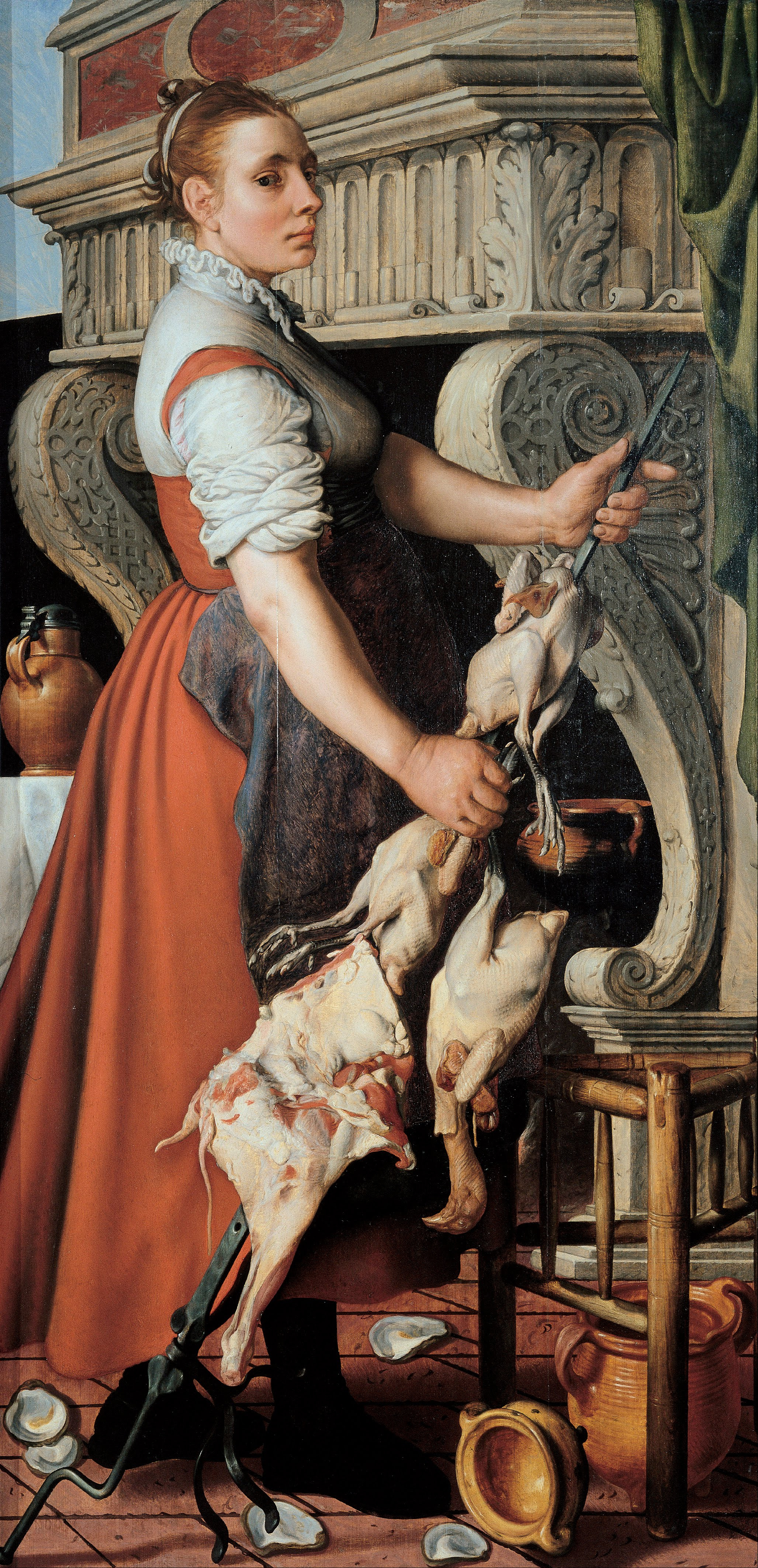
Kuchařka, olej na dřevě, 161 × 79 cm

## Život
Pieter Aertsen byl také znám jako Dlouhý Petr (Lange Pier či Pietro il Lungo), zřejmě pro svou výšku. V rodném Amsterdamu se stal žákem Allaerta Claessena. Kolem roku 1530 odešel do Antverp, do centra uměleckého života v Nizozemsku. Roku 1535 se zde stal členem cechu svatého Lukáše. V úředních knihách cechu je zapsán jako „Langhe Petr, Schilder“ – Dlouhý Petr, malíř. V roce 1542 se stal Antwerpským měšťanem a oženil se s Kathelijne Beuckelaarovou. Z manželství vzešlo osm dětí, jeho tři synové – Pieter Pietersz starší, Aert Pietersz a Dirk Pietersz – se také stali úspěšnými malíři. 
V Atverpách Aertsen působil více než dvacet let a dosáhl zde úspěchu i bohatství. Byl hlavou rozvětvené rodiny malířů, z nichž nejznámějším a nejtalentovanějším byl jeho synovec a zároveň žák Joachim Bueckelaer. Roku 1555 se vrátil do Amsterodamu, důvody návratu do rodného města ale nejsou známy. V Amsterodamu se opět stal vyhledávaným a uznávaným malířem, proslulým zejména svými obrazy se zvěřinou. Stal se průkopníkem nového typu obrazů, ovlivnil pozdější holandskou i vlámskou malbu 17. století. 
Mezi pozoruhodné žáky kteří se učili v jeho dílně patřil Giovanni Stradano, znám také jako Jan Van der Straet či van der Straat nebo Stradanus či Stratensis (1523 – 11. února 1605) narozený ve Flandrech a působící hlavně ve Florencii 16. století. Z jeho synovců se velmi známými stali Huybrecht Beuckeleer a Joachim Beuckelaer. Posledně jmenovaný pokračoval v díle svého strýce a rozvíjel jeho témata a styl.

## Dílo
Aertsen tvořil především oltáře a náboženské obrazy pro holandské kostely. Mnoho z těchto děl však bylo zničeno při náboženských nepokojích v době kalvínského ikonoklasmu (1566). Z jeho tvorby se zachovalo jen málo.
Aertsen byl jedním z prvních malířů, kteří začali malovat žánrové scény a zátiší. Pro jeho tvorbu jsou typické monumentální scény z domácího prostředí či motivy z venkovského života, které Aertsen čerpal ze svého okolí. Na pozadí těchto výjevů se často odehrávají scény z biblických příběhů. O rozvoj malování zátiší se zasloužil svým výtvarným ztvárněním jídla, květin a předmětů každodenního života. Poté, co v roce 1550 začal Aertsen malovat díla s náboženskou tematikou ještě více ve svých dílech upřednostňoval domácí scény. Nábytek, kuchyňské náčiní a potraviny reprodukoval s velkou dávkou autenticity a s důrazem na atmosféru a realitu.
Nejstarší obraz Triptych s Ukřižováním (1546) bývá uváděn do souvislosti s P. Breughelem st. a tzv. Brunšvickým monogramistou, který bývá ztotožňován s Janem Sandersem van Hemessenem nebo s Janem van Amstelem, Aertsenovým starším bratrem.   
Typickým příkladem jeho tvorby je Řeznický krámek s útěkem do Egypta (Uppsala, 1551), který byl nazván „nejranějším příkladem manýristické inverze zátiší v severní malbě, ukazující „nižší“ námět mnohem výrazněji než námět náboženský, morálně vyšší„. I v jiných jeho obrazech z trhů a domácností se stává zátiší hlavním tématem. Drobný náboženský motiv se odehrává pouze na pozadí; oba výjevy, přední a zadní, nejsou nijak prostorově spojeny. Velmi charakteristická pro Aertsena je také postava v životní velikosti, obklopená předměty – viz Kuchařka. Své obrazy signoval iniciálami s trojúhelníkem, symbolizující tkalcovský člunek jako odkaz na otcovo zaměstnání. 

## Významná díla
Podle zdroje:
- Triptych s Ukřižováním, 1546
- Kristus u Marie a Marty, 1552
- Selská společnost, 1556
- Kuchařka, 1559

## Galerie

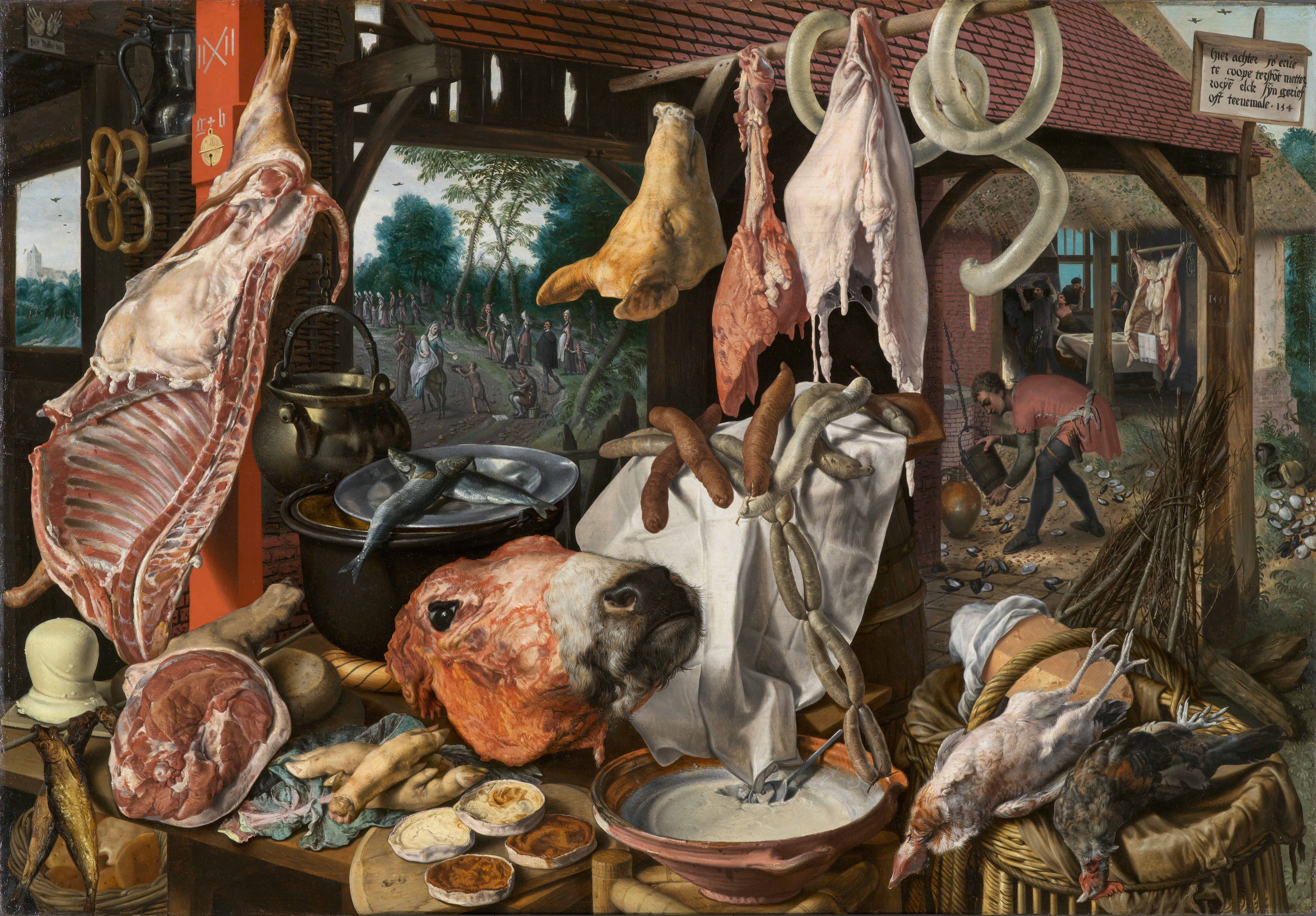
Řeznický krámek, 1551, olej na desce, 123 × 167 cm, Museum Gustavianum, Uppsala
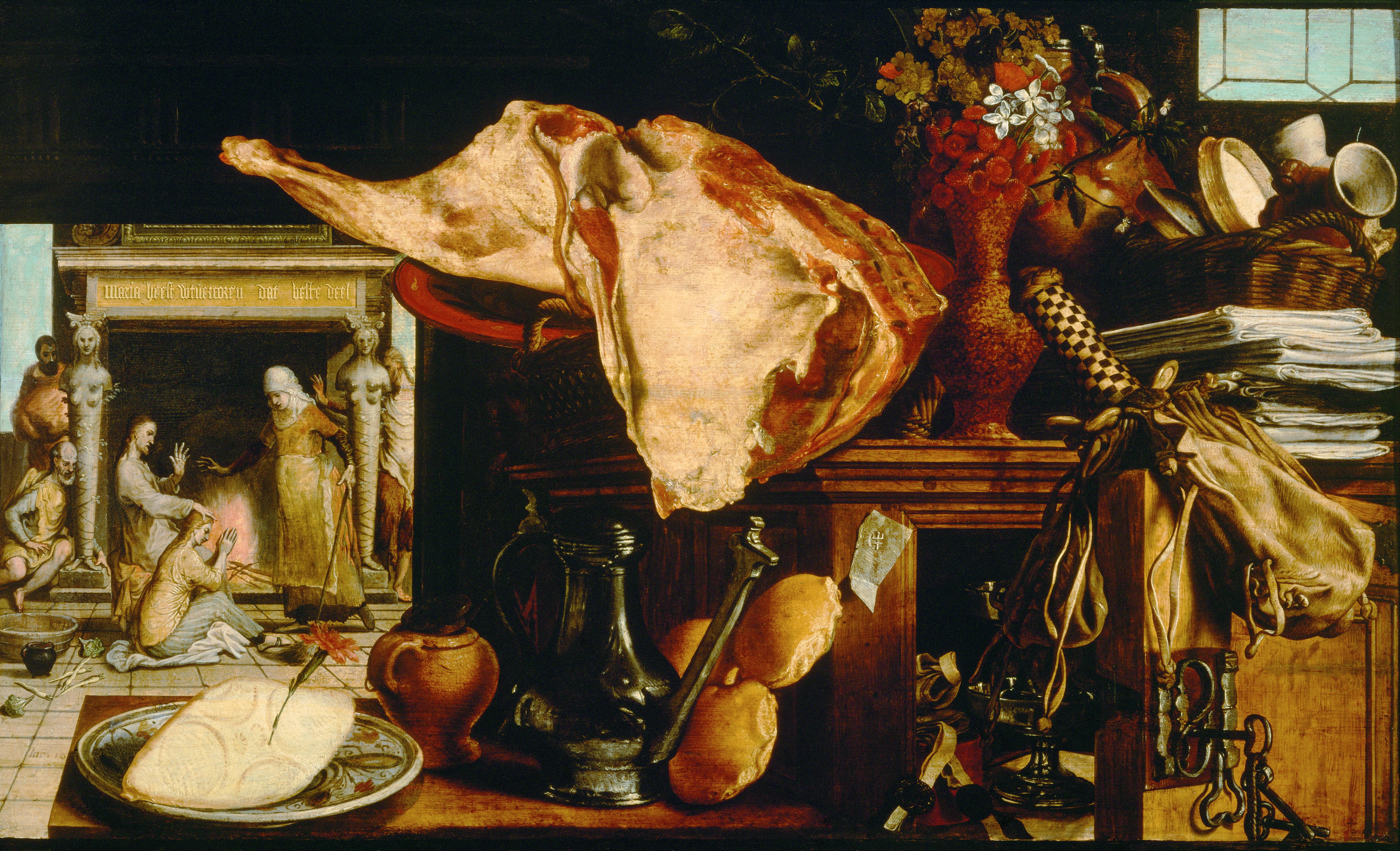
Kristus s Marií a Martou, olej na dubovém dřevu, 1552
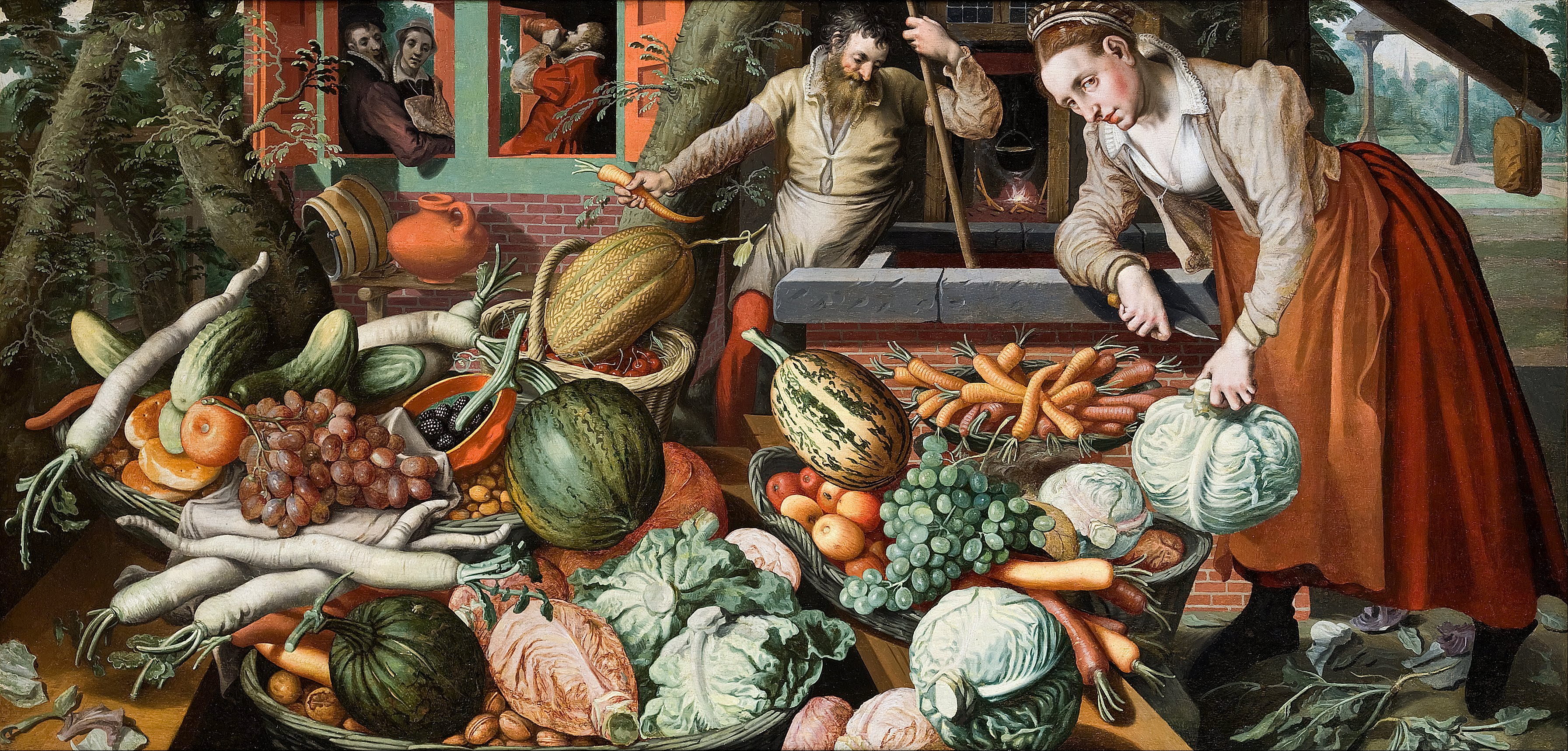
Scéna z trhu, olej na dřevě, 1569